# Richard Ford

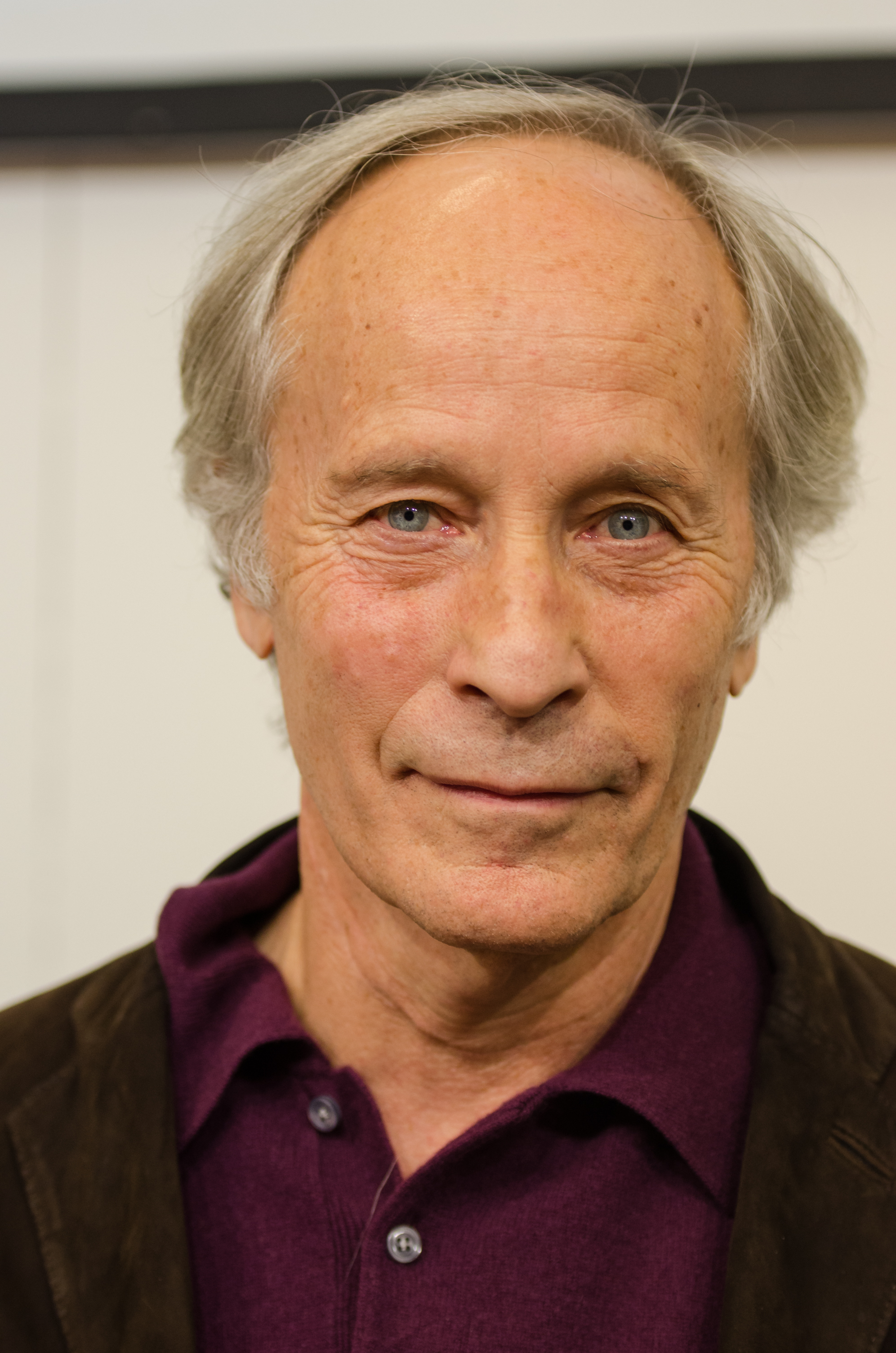
Richard Ford (2013)

Richard Ford (* 16. Februar 1944 in Jackson, Mississippi) ist ein amerikanischer Schriftsteller. Bekannt wurde er vor allem durch seine Romane über den Sportreporter und späteren Immobilienmakler Frank Bascombe: Der Sportreporter, Unabhängigkeitstag, Die Lage des Landes, Frank und Valentinstag. Für Unabhängigkeitstag erhielt er als bisher einziger Autor sowohl den Pulitzer-Preis als auch den PEN/Faulkner Award.

## Leben

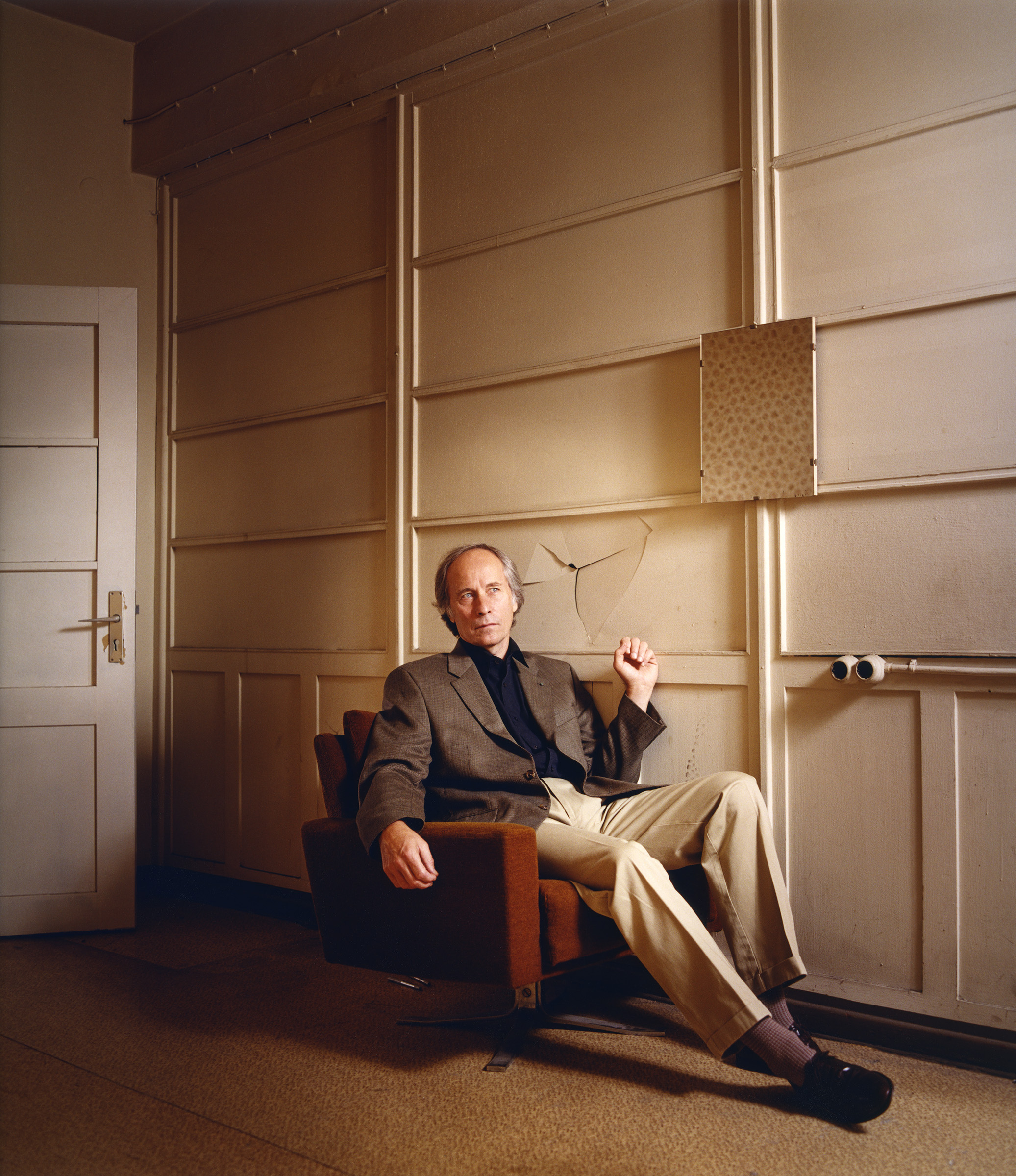
Richard Ford fotografiert von Oliver Mark, Berlin 2002

Richard Ford wurde als einziger Sohn des Handelsreisenden Parker Carrol Ford und seiner Frau Edna Akin in Jackson, Mississippi, geboren. Nach einem Herzinfarkt des Vaters zog die Familie 1952 nach Little Rock, Arkansas, wo sein Großvater das Marion Hotel leitete. Wenige Tage nach Richards 16. Geburtstag starb sein Vater 1960 an einem zweiten Herzinfarkt. 1962 schrieb sich Ford an der Michigan State University ein, um Hotelmanagement zu studieren, wechselte sein Hauptfach aber aus einem Impuls heraus zu Englisch. Trotz oder gerade wegen einer leichten Leseschwäche interessierte sich Ford für Literatur: „Als langsamer Leser erschlossen sich mir Bücher auf einer sehr niederen Stufe – Wort für Wort. Das scheint mir keine schlechte Vorbereitung, wenn Schriftsteller im Wesentlichen in Sätzen leben.“
1966 schloss Ford sein Studium mit dem B.A. ab. Er bemühte sich erfolglos um Anstellungen in diversen Berufen, unter anderem bei der Arkansas State Police, lehrte an der Junior High School in Flint, Michigan, und verpflichtete sich beim Reserve Officer Training Corps der US-Marines, wurde allerdings nach einer Hepatitis-Erkrankung aus medizinischen Gründen entlassen. Ford begann ein Jurastudium an der Washington University in St. Louis, das er nach einem Semester wieder abbrach, und bewarb sich vergeblich als Sportreporter bei der Arkansas Gazette. 1968 heiratete er Kristina Hensley, seine Freundin aus Collegetagen, und entschied sich mangels einer besseren Alternative für eine Karriere als Schriftsteller. Er schrieb sich in der University of California, Irvine, ein, wo er bei Oakley Hall und E. L. Doctorow studierte. 1970 schloss er mit dem Master of Fine Arts (M.F.A.) ab.
1976 veröffentlichte Ford seinen ersten Roman A Piece of My Heart (dt. Ein Stück meines Herzens), der für den Ernest Hemingway Award for Best First Novel nominiert wurde. Zwar spielte der Roman in Arkansas und Mississippi, doch wehrte sich der Autor dagegen, in die Schubladen eines „Südstaatenautors“ und „Neo-Faulkners“ gesteckt zu werden: „Ich wollte immer, dass meine Bücher außerhalb der so genannten Südstaatenliteratur existierten. […] Aber dann schrieben die Leute nichts anderes, als dass es sich um einen weiteren Südstaatenroman handle, und ich sagte, Okay, das wars. Keine Südstaatenliteratur mehr von mir“. Sein nächster Roman The Ultimate Good Luck (1981, dt. Verdammtes Glück) handelte nicht nur in einer anderen Gegend, sondern mit Mexiko gleich in einem anderen Land. Auch er erhielt gute Kritiken, verkaufte sich jedoch wie das Debüt nur mäßig. Ford kommentierte rückblickend: „Ich erkannte, dass es wohl eine große Kluft gab zwischen dem, was ich tun konnte, und dem, was bei Lesern Erfolg haben würde. […] Ich hatte die Chance gehabt, zwei Romane zu schreiben, und keiner von ihnen hatte für viel Aufregung gesorgt, also sollte ich vielleicht eine wirkliche Anstellung finden und meinen Lebensunterhalt verdienen.“
So wurde Ford 1981 Sportreporter für Inside Sports, bis das Magazin im Folgejahr wieder eingestellt wurde. Anschließend bewarb er sich vergeblich bei Sports Illustrated. Erst als sich seine Aussichten als Sportreporter zerschlagen hatten, wandte sich Ford wieder der Literatur zu und schrieb einen Roman über einen Sportreporter und ehemaligen Schriftsteller, in dem er seinen langjährigen Protagonisten Frank Bascombe einführte. Der 1986 veröffentlichte Roman The Sportswriter (dt. Der Sportreporter) wurde zu dem von Ford erhofften Durchbruch und erreichte das Finale des PEN/Faulkner Award. Im Folgejahr legte er mit der Kurzgeschichtensammlung Rock Springs nach, die seinen Ruf als einer der besten Schriftsteller seiner Generation festigte. Fords Kurzgeschichten werden zum Teil in die Tradition des Dirty realism um seinen Freund Raymond Carver gestellt. Allerdings lehnt Ford solche Einordnungen ebenso ab wie die Idee einer gemeinsamen Bewegung. Auch gegen die immer wieder vorgenommene Einordnung in den literarischen Minimalismus verwahrt er sich: „Es ist ein kritischer Begriff, der der Arbeit fremd ist […] Es ist bestenfalls eine Bequemlichkeit für einen Rezensenten, der zu faul ist, sich mit der guten Arbeit aus sich selbst heraus zu befassen“

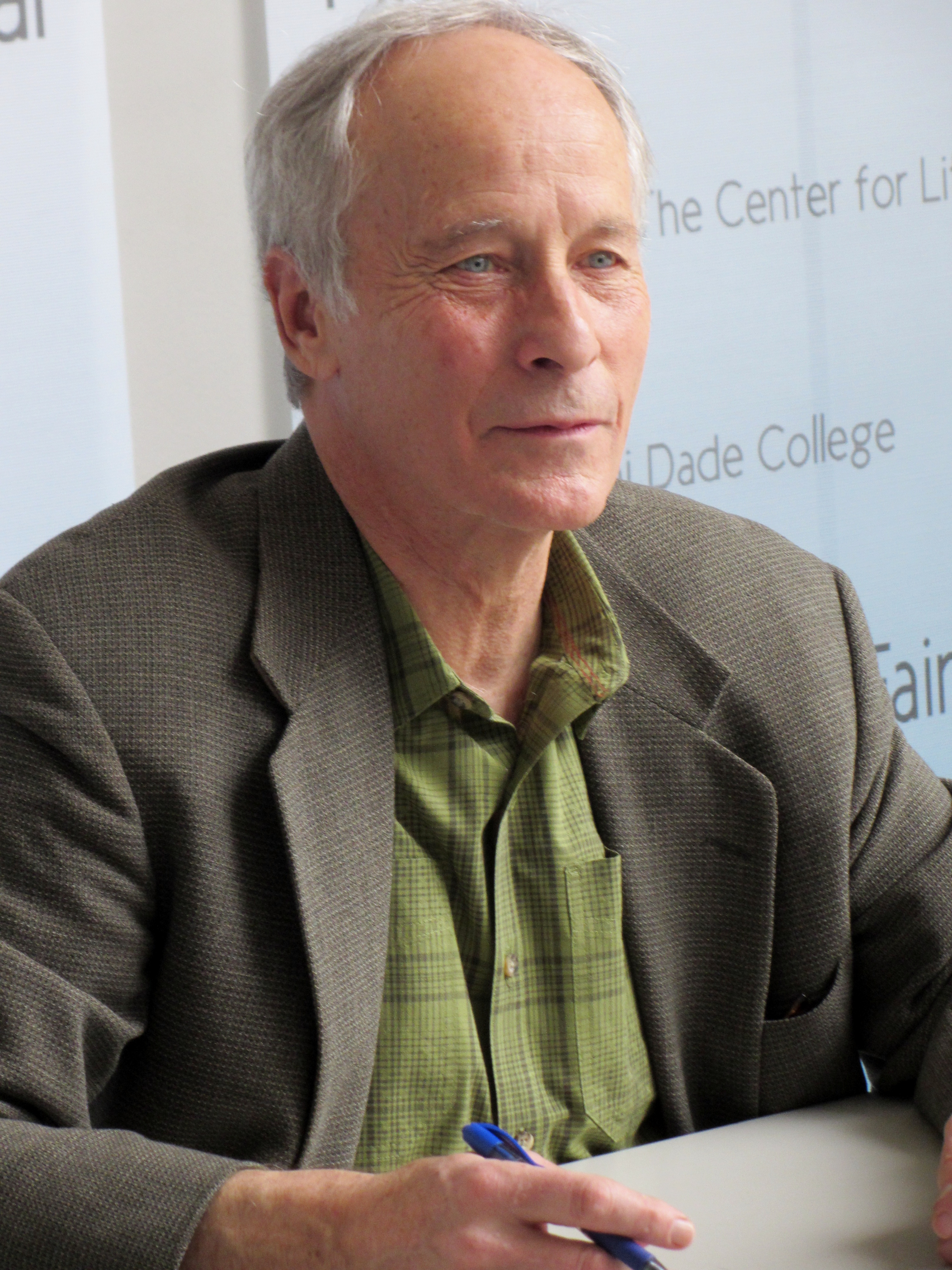
Richard Ford (2014)

Nach seinem vierten Roman Wildlife (1990, dt. Wild leben), der in der Kritik eine geteilte Aufnahme fand, schrieb Ford drei Jahre lang an der Fortsetzung von The Sportswriter, die 1996 erschien: Independence Day (dt. Unabhängigkeitstag) erhielt begeisterte Kritiken und gewann in einem Jahr zwei der bedeutendsten amerikanischen Literaturpreise, den Pulitzer-Preis und den PEN/Faulkner Award. Weder zuvor noch anschließend war dies einem anderen Roman gelungen. Im Abstand von jeweils rund zehn Jahren führte Ford mit The Lay of the Land (2006, dt. Die Lage des Landes), Let Me Be Frank with You (2014, dt. Frank) und Be Mine (2023, dt. Valentinstag) die Lebensgeschichte Frank Bascombes fort. Dazwischen lag mit Canada (2012, dt. Kanada) ein mehrfach ausgezeichneter Roman, in dem ein Ich-Erzähler auf schicksalhafte Ereignisse in seiner Jugend zurückblickt. Auf seine eigene Eltern blickte Ford 2017 im Erinnerungsband Between Them (dt. Zwischen ihnen) zurück.
Die Bascombe-Romane sind in der fiktiven Kleinstadt Haddam in New Jersey angesiedelt, weil Ford selbst 1982 in Princeton lebte und die Verhältnisse einer Kleinstadt an der amerikanischen Ostküste aus erster Hand kennengelernt hatte. Laut Charles McGrath ist Haddam ein fiktives Kompositum aus Princeton, Hopewell und Pennington. 1989 zogen Ford und seine Frau Kristina in die Bourbon Street im French Quarter von New Orleans, wo Kristina als Executive Director der städtischen Planungskommission arbeitete. Daneben besaßen sie ein Haus in Chinook, Montana, und eine gepachtete Plantage in Mississippi. 1999 siedelte Ford alleine nach East Boothbay an der Küste von Maine über, bis seine Frau dreieinhalb Jahre später in New Orleans freigestellt wurde und ihm nachfolgte. Das Paar hat keine Kinder.
Richard Ford braucht nach eigener Aussage „ein ruhiges Leben“, wenn er schreibt. So kann er sich nicht vorstellen, in der Großstadt New York zu arbeiten. Seine Frau, der all seine Bücher gewidmet sind, ist stets seine erste Leserin. Ford schreibt alle Bücher per Hand und tippt sie anschließend in ein Textverarbeitungsprogramm ab, weil er dem Buch auf diese Art nahe bleibt: „Meine größte Herausforderung ist es, so lange wie möglich in einem Buch zu bleiben, weil ich glaube, dass ich etwas besser machen kann, wenn ich mich darauf konzentriere und dranbleibe. Junge Autoren, wie ich selbst einer war, sorgen sich oft darum, ein Buch zu beenden. […] Meine Herausforderung besteht heutzutage vielmehr in dem Wunsch, im Buch zu bleiben, ohne es zu beenden. Schlussendlich beende ich es oder es gibt kein Buch.“

## Auszeichnungen
- 1995: PEN/Faulkner Award für Independence Day
- 1995: Pulitzer-Preis/Belletristik für Independence Day
- 1995: Rea Award for the Short Story
- 2001: PEN/Malamud Award für herausragende Kurzgeschichten
- 2013: Prix Femina Étranger für Canada
- 2013: Andrew Carnegie Medal for Excellence in Fiction and Nonfiction für Canada
- 2016: Prinzessin-von-Asturien-Preis für Geisteswissenschaften und Literatur
- 2018: Siegfried Lenz Preis
- 2018: Park-Kyung-ni-Literaturpreis
- 2018: Premio Malaparte

## Mitgliedschaften
- 1998 Mitglied der American Academy of Arts and Letters[19]
- 2003 Mitglied der American Academy of Arts and Sciences[20]

## Werke

### Romane
- A Piece of My Heart (1976)
  - Ein Stück meines Herzens, dt. von Martin Hielscher; S. Fischer, Frankfurt am Main 1989. ISBN 978-3-8333-0325-8.
- The Ultimate Good Luck (1981)
  - Verdammtes Glück, dt. von Wolfgang Determann; Rowohlt, Reinbek bei Hamburg 1989. ISBN 3-499-12539-0.
  - Neuübersetzung: Verdammtes Glück, dt. von Hans Hermann, Rowohlt, Reinbek bei Hamburg 1994.
- The Sportswriter (1986)
  - Der Sportreporter, dt. von Hans Hermann, Rowohlt, Reinbek bei Hamburg 1989. ISBN 3-498-02062-5.
- Wildlife (1990)
  - Wild leben, dt. von Martin Hielscher; S. Fischer, Frankfurt am Main 1991. ISBN 3-10-021123-5.
- Independence Day (1995)
  - Unabhängigkeitstag, dt. von Fredeke Arnim; Berlin-Verlag, Berlin 1995. ISBN 3-8270-0061-0.
- The Lay of the Land (2006)
  - Die Lage des Landes, dt. Frank Heibert; Berlin-Verlag, Berlin 2007. ISBN 3-8270-0065-3.
- Canada (2012)
  - Kanada, dt. von Frank Heibert; Hanser Berlin, München 2012. ISBN 3-8270-0065-3.
- Let Me Be Frank with You (2014 / 4 Novellen: I'm Here, Everything Could Be Worse, The New Normal and Deaths of Others)
  - Frank, dt. von Frank Heibert; Hanser Berlin, München 2015. ISBN 3-446-24923-0.
- Be Mine (2023)
  - Valentinstag. dt. von Frank Heibert. Hanser Berlin, München 2023, ISBN 978-3-446-27732-8.

### Erzählungen
- Rock Springs (1987)
  - Rock Springs: Short Stories, dt. von Harald Goland; S. Fischer, Frankfurt am Main 1989. ISBN 3-10-021122-7.
- The Womanizer (1992 / in GRANTA 40)
  - Der Frauenheld, dt. von Martin Hielscher; S. Fischer, Frankfurt am Main 1994. ISBN 3-10-021124-3.
  - auch als: Der Womanizer, gleiche Übersetzung; dtv, München 2015. ISBN 978-3-423-14378-3.
- Women with Men: Three Stories (1997 – enthält The Womanizer / Jealous / Occidentals)
  - Eifersüchtig, dt. von Fredeke Arnim, Berlin-Verlag, Berlin 1995. ISBN 3-8270-0060-2.
  - Abendländer, dt. von Fredeke Arnim, Berlin-Verlag, Berlin 1998. ISBN 3-8270-0062-9.
- A Multitude of Sins (2002)
  - Eine Vielzahl von Sünden, dt. von Frank Heibert; Berlin-Verlag, Berlin 2002. ISBN 3-8270-0064-5.
- Vintage Ford (2004)
- Sorry for Your Trouble (2020)
  - Irische Passagiere, dt. von Frank Heibert, Hanser Berlin, München 2020. ISBN 978-3-446-26588-2.[21]

### Erinnerungen
- Between Them: Remembering My Parents (2017)
  - Zwischen ihnen, dt. von Frank Heibert; Hanser Berlin, München 2017. ISBN 978-3-446-25680-4.

### Drehbücher
- Bright Angel (1990, Regie: Michael Fields – dt. Eine unhimmlische Mission)

### Als Herausgeber
- The Granta Book of the American Short Story (1992)
- The Granta Book of the American Long Story (1999)
- The Essential Tales of Chekhov (1999)
- The New Granta Book of the American Short Story (2007)
- Blue Collar, White Collar, No Collar: Stories of Work (2011)